# Casinaria grandis
Casinaria grandis är en stekelart som beskrevs av Walley 1947. Casinaria grandis ingår i släktet Casinaria och familjen brokparasitsteklar. Inga underarter finns listade.